# Peter Bonu Johnson
Peter Bonu Johnson, auch Peter Pierre Benoit Johnson, Bonu Yandeh Johnson (* 10. Mai 1963 in Bathurst, heute Banjul; † 28. Juli 2019), war gambischer Fußballtrainer der Gambischen U20-Fußballnationalmannschaft, die er während der Junioren-Fußballweltmeisterschaft 2007 in Kanada führte. Außerdem war er Trainerassistent der Gambischen Fußballnationalmannschaft.

## Leben
Er war selbst von 1983 bis 1994 aktiver Spieler der Nationalmannschaft, bis er sich am 4. September 1994 bei dem Qualifikationsspiel zur Fußball-Afrikameisterschaft 1996 gegen Kongo am rechten Auge verletzte, was seine Karriere als Spieler beendete. Er hatte bis dahin 38 Einsätze im Team und erzielte als Abwehrspieler vier Tore.